# Lewisburg (Kentucky)
Lewisburg es una ciudad ubicada en el condado de Logan en el estado estadounidense de Kentucky. En el Censo de 2010 tenía una población de 810 habitantes y una densidad poblacional de 265,49 personas por km².

## Geografía
Lewisburg se encuentra ubicada en las coordenadas 36°59′14″N 86°57′1″O / 36.98722, -86.95028. Según la Oficina del Censo de los Estados Unidos, Lewisburg tiene una superficie total de 3.05 km², de la cual 3.01 km² corresponden a tierra firme y (1.36%) 0.04 km² es agua.

## Demografía
Según el censo de 2010, había 810 personas residiendo en Lewisburg. La densidad de población era de 265,49 hab./km². De los 810 habitantes, Lewisburg estaba compuesto por el 97.53% blancos, el 0.74% eran afroamericanos, el 0% eran amerindios, el 0% eran asiáticos, el 0% eran isleños del Pacífico, el 0.25% eran de otras razas y el 1.48% pertenecían a dos o más razas. Del total de la población el 0.86% eran hispanos o latinos de cualquier raza.